# 吉村美穂
吉村 美穂（よしむら みほ、1997年10月14日 - ）は、日本のフェンシング選手。
京都府出身。立命館守山中学校・高等学校、同志社大学卒業。アイヴァン所属。

## 戦績
- 2022年アジア競技大会のフェンシング競技団体エペ - 銅メダル[2]
- 2024年パリオリンピックのフェンシング競技個人エペ[2] - 3回戦進出[4]